# Kid A
Kid A – czwarty album studyjny pochodzącej z Wielkiej Brytanii grupy rockowej Radiohead, wydany dnia 2 października 2000 roku na Wyspach Brytyjskich i 3 października 2000 roku w Stanach Zjednoczonych i Kanadzie. Debiutuje jako #1 na amerykańskiej liście Billboard 200, pomimo że Radiohead odmówili wydania swojego oficjalnego singla w Stanach. Zawartość albumu okazała się bardzo zaskakująca szczególnie dla tych, którzy spodziewali się kontynuacji poprzedniego albumu - OK Computer z 1997 roku, który okazał się ogromnym sukcesem. Zamiast tego, Radiohead zaczął eksperymentować z elektronicznymi brzmieniami oraz mało znanymi instrumentami (np. Ondes Martenot). Nowe elementy w twórczości grupy odgrywają główną rolę w ich twórczości XXI wieku. 
W 2012 roku album został sklasyfikowany na 67. miejscu listy 500 albumów wszech czasów magazynu Rolling Stone. Na portalach muzycznych album klasyfikowano jako reprezentujący m.in. style art rock, electronica, rock eksperymentalny, ambient, IDM i art pop.

## Lista ścieżek
| 1.  | Everything in Its Right Place | 4:11  |
|     |                               |       |
| 2.  | Kid A                         | 4:44  |
|     |                               |       |
| 3.  | The National Anthem           | 5:50  |
|     |                               |       |
| 4.  | How to Disappear Completely   | 5:55  |
|     |                               |       |
| 5.  | Treefingers                   | 3:42  |
|     |                               |       |
| 6.  | Optimistic                    | 5:16  |
|     |                               |       |
| 7.  | In Limbo                      | 3:31  |
|     |                               |       |
| 8.  | Idioteque                     | 5:09  |
|     |                               |       |
| 9.  | Morning Bell                  | 4:34  |
|     |                               |       |
| 10. | Motion Picture Soundtrack     | 6:59  |
|     |                               |       |
|     |                               | 49:51 |
|     |                               |       |
Wszystkie utwory autorstwa grupy Radiohead.